# Три реки (телесериал)
«Три реки» — медицинская драма, премьера которой состоялась на CBS 4 октября 2009 года. Пилотная серия снималась в Питтсбурге, штат Пенсильвания в вымышленной больнице, специализирующийся на пересадке органов, с Алексом О’Лафлином в роли знаменитого хирурга-трансплантолога.

## Сюжет
«Три реки» — медицинская драма о мире хирургов, трансплантологии, доноров органов и реципиентов, о мире, в котором на счету каждая секунда. Хирургам надо уметь не только обращаться со скальпелем — ведь им приходится общаться с семьями доноров в самый тяжкий для тех час, успокаивать и обнадеживать будущих реципиентов. Медики и опытные хирурги зачастую становятся последней надеждой пациентов на спасение в жестокой гонке, где ставка очень высока. Идея сериала заключается в том, что для того, чтобы выжил один человек, необходимо, чтобы где-то умер другой. Обычно, сюжет каждой серии, закручивается вокруг трех пациентов, донора, реципиента и пациента, которому не нужна пересадка.

## Персонажи
- Доктор Энди Яблонски (Алекс О’Лафлин), ведущий трансплантолог, окончил Питтсбургский университет. специализация сердечно-сосудистая хирургия, стоит во главе элитной группы хирургов, неутомимый трудоголик, необделённый чувством юмора и немалой долей сарказма, его одинаково любят все, и пациенты, и верные коллеги. Его жена Рина-полицейский, их семейная жизнь не складываются, потому что они много работают. Энди живет в больнице, своем кабинете.
- Хирург Миранда Фостер (Кэтрин Менниг), с мятежным и вспыльчивым нравом, прирожденный лидер, не боится трудностей. Её отец Уильям Фостер был выдающимся хирургом и основал больницу "Три реки". Он мало бывал с семьей, потому что много времени проводил на работе. Её мать лишилась рассудка и Миранде пришлось ухаживать за ней.
- Хирург-ординатор Дэвид Ли (Дэниел Хенни) – красавчик и отъявленный бабник, который пересадил не меньше сердец, чем разбил. Был лучшим выпускником университета. Владеет частным самолетом (1х12).
- Райан Эббот (Кристофер Дж. Ханке) неопытный координатор трансплантации. Умен, организован, учился в хорошей школе. В его обязанности входит договариваться с банком органов и своевременно доставлять органы для трансплантации.
- Доктор София Джордан (Элфри Вудард) – главный врач хирургии, очень преданна работе. Имела любовную связь с доктором Уильямом Фостер, отцом Миранды.
- Пэм Акоста (Жустина Мачадо) – ассистент Энди, а по совместительству и его лучший друг.
- Куоль, (Овисо Одера), пациент, которому нужна пересадка сердца. Ему поставили диагноз в Омахе. Когда ему было 6 лет сожгли его деревню в Эфиопии, он год прожил в пустыне, питаясь тем. что мог найти. сменил несколько лагерей беженцев, где умирали сотни детей. Уверен, что только Энди Яблонски сможет ему помочь. Нашел его через интернет. Куоль, единственный пациент, встречающийся на протяжении всего сезона.

## Описание серий
| № | Название                                          | Режиссёр       | Автор сценария | Дата премьеры   | Зрители в США (млн) |
| --- | ------------------------------------------------- | -------------- | -------------- | --------------- | ------------------- |
| 1 | «Место жизни» «Place of Life»                     | Кристина Мур   | Грег Уолкер    | 4 октября 2009  | 9.17                |
| Молодой беременной женщине необходима пересадка сердца, чтобы спасти её и будущего ребёнка. Но возникают неожиданные осложнения с семьей донора. Во время школьного конкурса один из учеников начинает кашлять кровью. |                                                   |                |                |                 |                     |
| 2 | «Первый день Райана» «Ryan's First Day»           | Роб Бэйли      | Кэрол Барби    | 11 октября 2009 | N/A                 |
| Энди и команда хирургов пытаются спасти 18-летнюю студентку, нуждающуюся в двойной пересадке легкого. Ситуация осложняется тем, что донор - молодой человек, попавший в автоаварию, и как выясняется он разыскиваемый убийца. При перевозке легких Миранда, Дэвид и Райян попадают в пробку на дороге, что может привести к потере органов. |                                                   |                |                |                 |                     |
| 3 | «Благие намерения» «Good Intentions»              | Роб Бэйли      | Сунил Найар    | 18 октября 2009 | 7.84                |
| Парень и девушка ждут пересадку сердца в "Три реки". Они были в больнице так долго, полюбили друг друга. Она милая девушка, а он бывший наркоман. После того, как Энди убеждает комиссию дать парню новое сердце, пациент исчезает прямо перед операцией. |                                                   |                |                |                 |                     |
| 4 | «Зелёный код» «Code Green»                        | Кристина Мур   | Дэвид Аманн    | 25 октября 2009 | 7.90                |
| После аварии автобуса, родители молодого игрока в американский футбол, должны сделать трудное решение о пожертвовании его органов. Между тем, Энди и Райан не могут найти врачей для изъятия сердца человеку, который в нем отчаянно нуждается. |                                                   |                |                |                 |                     |
| 5 | «Вдвоём» «Alone Together»                         | Дуани Кларк    | Фрэнк Милитари | 1 ноября 2009   | 7.70                |
| Жизни трех пациентов пересекаются, когда врачи больницы "Три реки" делают все возможное, чтобы спасти их. Старый театральный режиссёр, страдающий печеночной недостаточностью, полицейский, который собирается жениться и начать новую жизнь, и потенциальный донор, человек, который изменял своей жене. Энди спасает жизнь полицейского, который, работает с его бывшей женой. Дэвид старается помочь очень ворчливому пациенту, за которым никто не хочет ухаживать.           |                                                   |                |                |                 |                     |
| 6 | «Если мы лжем» «Where We Lie»                     | Мэтт Эрл Бисли | Илди Модрович  | 8 ноября 2009   | 7.97                |
| 8-ми летнего мальчика придавило качелями на ярмарке и в связи с тяжелой травмой ему необходимо удалить легкое. Энди и Дэвид пытаются получить аппарат механической поддержки левого желудочка для Куоля. |                                                   |                |                |                 |                     |
| 7 | «Самый счастливый человек» «The Luckiest Man»     | Роб Бэйли      | Лэнс Джентайл  | 15 ноября 2009  | 8.45                |
| Виктор (Мэнди Патинкин), попавший в аварию, находится на аппарате жизнеобеспечения, узнает, что Куолю нужно сердце. Он просить отключить аппарат и отдать ему сердце. Узнав об этом, другие пациенты просят его пожертвовать им свои органы. Но Куолю придется подождать. Дэвид пытается спасти жизнь молодого человека, который воспитывает двух младших братьев и сестру. А Миранда лечит женщину,которой стало плохо во время подготовки встречи семей доноров с реципиентами. |                                                   |                |                |                 |                     |
| 8 | «Доброта незнакомцев» «The Kindness of Strangers» | Питер Маркл    | Джим Адлер     | 22 ноября 2009  | 7.65                |
| Жена миллионера нуждается в пересадке печени. Её муж покупает на черном рынке печень казненного заключенного в Китае, а его жена страдает от последствий такого решения. Другая пара страдает от непонятной болезни. Между тем, к Энди приходит человек, Майкл, из прошлого. |                                                   |                |                |                 |                     |
| 9 | «Победа и поражение» «Win-loss»                   | N/A            | N/A            | 5 июня 2010     | 3.07                |
| Когда невесту застрелили на свадьбе, медицинская бригада отправляется изъять её легкие. Дэвид убеждает скорбящую мать невесты, что донорство органов - это то, что она бы хотела. Энди и Миранда пытаются сохранить жизнь перспективного игрока в баскетбол, у которого случился сердечный приступ во время драки. |                                                   |                |                |                 |                     |
| 10 | «Бросок костей» «A Roll of the Dice»              | N/A            | N/A            | 12 июня 2010    | 3.13                |
| В "Три реки" должна пройти операция по пересадке почки по принципу "домино". Энди не поддерживает эту затею. Он обеспокоен пациентом, который отторгает новое сердце. Дэвид лечит девушку, которая потеряла сознание в бассейне, но у неё непонятные симптомы. |                                                   |                |                |                 |                     |
| 11 | «Каждый твой вздох» «Every Breath You Take»       | N/A            | N/A            | 19 июня 2010    | 3.04                |
| Женщина-пожарный, попадает в ситуацию, когда она должна решить, следует ли пожертвовать часть своих легких её капитану, человеку, который плохо обращался с ней. Дэвид пытается спасти жизнь подростку, который обгорел во время пожара, но у него симптомы не связаны с ожогами. |                                                   |                |                |                 |                     |
| 12 | «История болезни» «Case Histories»                | N/A            | N/A            | 26 июня 2010    | 3.29                |
| Из-за авиакатастроф корейской женщине, требуется пересадка роговицы. Другая женщина узнает, что она не беременна, а страдает от асцита. Миранда делает все, чтобы спасти её. В "Три реки" приезжает доктор Люк Бовал, светило кардиоторакальной хирургии. |                                                   |                |                |                 |                     |
| 13 | «Статус 1А» «Status 1A»                           | N/A            | N/A            | 3 июля 2010     | 2.55                |
| Энди ставит Куоля в начало списка доноров, на получение нового сердца. Но пересадка поставлена под угрозу, когда полиция угрожает конфисковать деньги, собранные на операцию Куолю. |                                                   |                |                |                 |                     |